# 一ノ瀬恋
一ノ瀬 恋（いちのせ れん、1995年7月7日 - ）は、日本のAV女優。マインズ所属。

## 略歴
神奈川県出身。
2015年11月に「あゆな虹恋（あゆな にこ）」の芸名でAVデビュー。マークスジャパン所属。
2016年6月、マークスグループの解散再編によりLINX所属となる。
2017年7月、マインズに所属事務所を移籍し「一ノ瀬恋」に改名。
2018年4月21日、トイズハート主催のオナホールユーザー座談会にアシスタントとして参加
7月、アダルト玩具メーカーA-ONE、大人のおもちゃデパートm'sが手を組むアイドルグループ「Make it!」（メイキット）のメンバーとなる。
2021年2月21日、「おうちで#メイキットvol.8〜FINAL GIG〜」において#メイキットを卒業。
同年11月4日週のFANZA動画フロア週間ランキングにて、出演作収録の『【福袋】顔良し体よし！恥じらい素人からどスケベ社会人まで。ガチの良作ハメ撮りのみを厳選した15作品中出し1050分【個人撮影】』（2024年7月発売、HMN WORKS）が週間ランキング1位に急上昇した。
2024年11月22日に東京・レフカダにて「一ノ瀬恋と酒を呑みたい！智崇石垣の夜のオカズになる話」を開催。

## 出演作品

### アダルトDVD

#### あゆな虹恋 名義
- 透き通る美肌と桃尻自慢の現役グラドルAV解禁!! あゆな虹恋（11月1日、キャンディ）

- 制服美少女と性交 あゆな虹恋（1月8日、ドリームチケット）
- 元芸能人グラビアアイドル 本気＆プライベートSEX解禁。1日で100イキッ FirstEcstasy あゆな虹恋（1月22日、宇宙企画）
- ムチピタに食い込んだ体操着の少女をねぶり尽くす あゆな虹恋（3月19日、ラマコス）
- えろコスハメげっちゅ ～パパのお願いなんでも聞いてあげる～ あゆな虹恋（3月25日、ZIZ）
- 失禁娘に連続中出し あゆな虹恋（4月1日、MOODYZ）
- 絶対妊娠宣言! 元グラドルは、ドM過ぎてSEX依存症のダメ美少女だった!「みんなの中出しペットにして欲しいな」 あゆな虹恋（4月7日、ジェントルマン）
- 制服肉壷少女 にこ あゆな虹恋（4月25日、ラマターボ）
- パイパン にこ18歳 あゆな虹恋（5月6日、e-kiss）
- 大満足な射精に導くご奉仕スーパーアイドル あゆな虹恋（5月6日、h.m.p）
- 濃厚接吻 慰み者にされた女子校生 愛らしい口唇を無遠慮に犯しまくる あゆな虹恋（5月26日、BABE）
- 緊縛願望娘。 あゆな虹恋（7月22日、宇宙企画）
- 上京ヤンキーAV出演 あゆな虹恋（8月5日、h.m.p）
- ファンの言う事は絶対です! あゆな虹恋（8月13日、EROTICA）
- 某タレント似に連続中出し着床アクメ あゆな虹恋（10月1日、CORE）

- ヒプノポイズ サガ-Hypnopois SaGa- あゆな虹恋（1月1日、催眠隷女（催眠研究所別館））
- 絶望エロス 愛人志願 愛する先生と同居するためにその父親と結婚した女子校生 あゆな虹恋（1月13日、絶望エロス）
- サガ2 インフィニティX-SaGa2 催眠女神- あゆな虹恋（3月1日、催眠隷女（催眠研究所別館））
- 新章・放課後美少女H ～わたし、変態だと思います～ 笑顔が輝く制服娘が、連れ込まれたラブホで魅せる、愛液飛び散る肉欲セックス...。 あゆな虹恋（3月25日、	オーロラプロジェクト）
- 挑発的チラリズムコレクション（3月25日、アロマ企画）
- パンツをゾーキンのように擦りつけながら掃除中に挑発してくる僕のセンパイ（4月13日、アロマ企画）
- 非変身ヒロイン凌辱 超戦士グラースファイブ ～美樹モモカ 生贄の舞～ あゆな虹恋（4月14日、GIGA）
- エロい挑発オナニーと騎乗(の)られちゃった僕。（4月25日、アロマ企画）
- 催眠マニヤ II -沈黙のマリアヌス-（5月1日、ヒプノシスラボ）
- 部活帰りの娘がブルマ履いたまま制服で帰宅! パッツパツのデカ尻濃紺ブルマに発情した父が媚薬を飲ませると発汗してムレムレに! 思わずチ○ポ挿入すると効果抜群過ぎて何度も仰け反り絶頂! 2（5月12日、V&R PRODUCE）
- 痴女のラビリンス（5月13日、アロマ企画）
- AJOI 究極の完全主観オナニーサポートDVD Tバックパンツ挑発 Aromatic Jerk Off Instruction（5月13日、アロマ企画）
- いつでも射精できる! 抜きやすい挑発パンチラコレクション 2（5月13日、アロマ企画）
- パンチラ模擬店 ～エッチなアトラクションルーム（5月25日、アロマ企画）
- 暗黒女戦士ゾラ ミストレス（6月9日、GIGA）
- 【隠し撮りドキュメント】 ロリ系からムチムチ美熟女が在籍する足立区○瀬の‘非ヌキ’オイルマッサージ店で直接ガチ交渉し究極のリラクゼーションSEXができるか一部始終を盗撮してみた結果…。（6月13日、EROTICA）
- 「もうすぐプール始まるからね!」 水泳授業が始まる直前に去年までピッタリだったスクール水着を試着するとお尻が発育し過ぎて脱げない! 豊満に育ったデカ尻娘のハミ尻に発情した父が水着ズラして即ハメ!（8月11日、V&R PRODUCE）

#### 一ノ瀬恋 名義
- 再婚相手の連れ子に誘惑されて…DX（11月7日、思春期.com）
- 濡れてテカってピッタリ密着神スク水 新型スク水着用水着メーカー a●ena s●lesta F●OTM●RK ハニカミ敏感美少女 一ノ瀬恋（11月16日、親父の個撮）
- 羞恥! エステティシャンになりたい私 男子生徒が見ている目の前でおっぱいやお尻の形が変わるほど揉まれる…スクールの実習で無遠慮なバストアップマッサージを受けさせられました…（11月16日、サディスティックヴィレッジ）
- 夜勤病棟レ○プ2 深夜の病室に一人で見回りに来た新米看護師 純白のナース服をヒキチギッテ中出しレ○プ!! 完全撮り下ろし合計8人（11月16日、サディスティックヴィレッジ）
- 深夜病棟 患者のために健気に働く美人看護師のほっそい喉奥に超巨根ゲロイラマレ○プ!（12月7日、サディスティックヴィレッジ）
- お節介なヤンキー姉貴のスペシャルED治療（12月8日、BAZOOKA）
- キターー!!! テンションギガ盛りMAX!!!! パリピギャルばかりのあわあわギャルソープ（12月8日、BAZOOKA）
- JKの馬乗りスタイルマッサージ店の生パンティー越しのマ○コの温もりがあまりにも気持ち良すぎると話題に。 2（12月13日、アロマ企画）
- 青い誘惑 弄ばれる家庭教師 一ノ瀬恋（12月19日、禁断の果実）
- 童貞喪失フォーラム AV女優の意地悪なスーパーテクニックを射精せずにくぐり抜け『ナマ中出し童貞喪失SEX』できたのは一体誰だ!?（12月21日、サディスティックヴィレッジ）
- 人気AV女優麻里梨夏×アニメコスプレ～本能剥き出しディープキス中出し性交～（12月22日、project D）
- パンツとお尻が密着! パンチラ見ていたエロ男子にお仕置きアキレス腱固め（12月25日、アロマ企画）

- れん 性感媚薬マッサージ（1月12日、神マッサージ）
- P.P.G.F プライベートパンチラガールフレンド ～Private Panchira Girl Friend～（1月13日、アロマ企画）
- プリ尻ホットパンツ×気持ちよすぎる腿コキ（1月13日、アロマ企画）
- いつの間に!? 女性から男性施術師に交代!! 高級オイルマッサージ盗撮（1月26日、Relaxation Room）
- ガーリー系アパレルモデルの挑発パンチラ 僕はパンチラカメラマン!（3月13日、妄想チラリズム）
- AJOI 究極の完全主観オナニーサポートDVD 9 Aromatic Jerk Off Instruction（5月13日、アロマ企画）
- 「もうイカせて、お願い!」 執拗な連続絶頂寸止め責めで快楽堕ちした女はイキたい衝動に煽られ自らチ○ポを求めエビ反り騎乗位で痙攣イキする!（7月20日、プレステージ (アダルトビデオ)）
- 馬乗りで唇奪われディープキス強要され続けながらバキュームフェラでち○ぽ吸い尽くされる（7月25日、アロマ企画）
- JOI センズリを指示する女たち（8月3日、OFFICE K’S）
- 4人でルームシェアする痴女っ娘たちの自宅中出し合コン あおいれな 高杉麻里 一ノ瀬恋 宮崎あや（8月10日、BAZOOKA）
- ワキ舐め 女性の秘めた淫部「ワキ」をじっくり鑑賞し…嗅ぎまくり! 舐めまくる!!（8月17日、OFFICE K’S）
- 10分で2度抜き手こきサロン（9月13日、アロマ企画）
- 常に乳首責めメンズエステ 2（9月20日、アイエナジー）
- 女子プロレスラーがハイグレ人間にされちゃった!? 新垣智江 海空花 涼宮ましろ 吉岡沙華 一ノ瀬恋（9月20日、ROCKET）
- もう死んだってかまわない! 超ラッキーの連続で巻き起こるスケベ過ぎる一日! 鼻血が止まらないくらいの夢のエロハプニング続出! 10（10月19日、ゴールデンタイム）
- 風邪で倒れたボクをパンチラ誘惑する無防備同級生 宮崎あや 一ノ瀬恋 池田結愛 星宮あかり（11月8日、アイエナジー）
- 突然できた美肌美乳の姉6人と男はボク1人 葉山りん 星咲伶美 桜ちなみ 里美まゆ 小森あんな 一ノ瀬恋（11月8日、アイエナジー）
- AJOI応援Ver. 女の子に優しく励まされながらオナニーできるDVD（11月13日、アロマ企画）
- イキやすい恋ちゃんのイキ我慢SEX!! バイノーラル録音で聴く我慢できずに漏れてしまう絶頂声&じっくり撮った我慢顔 一ノ瀬恋（12月7日、OFFICE K’S）
- 私立腿コキ学園 3  一ノ瀬恋 白井ゆずか 久我かのん 水卜麻衣奈 熊宮由乃（12月13日、アロマ企画）

- 挑発するブルチラハミパン娘。（1月25日、アロマ企画）
- 真・時間が止まる腕時計パート12（3月7日、ROCKET）
- ぶり物産はウエストヒップ差30センチ以上の女しか撮りません れん（5月1日、ぶり物産）
- パパさん人気No.1の保母さんは実はこんなにエロかった! 僕のバツイチ○ポにまたがって桃尻うちつけ肉壺ピストン!! 2（9月13日、Z-MEN）
- 唇が触れ合いそうな距離で見つめられエッチな言葉でささやかれ手コキ（9月25日、アロマ企画）
- パンツ越しの素股&尻コキ 接触部がよく見えるように男子もブリーフ着用! Part.2（9月25日、アロマ企画）
- お尻AJOI 究極の完全主観オナニーサポートDVD アナル見せつけ挑発 2（9月25日、アロマ企画）
- 彼女と間違えて妹の方と即ハメ生ピストン! 気づいたのは膣中出しの最中だった!! 3（10月11日、Z-MEN）
- 突然、唇と乳首をベロンベロンに舐められチ○ポはフェザータッチで焦らされる（10月25日、アロマ企画）
- ガーターベルトのふともも×腿コキ 3（11月25日、アロマ企画）
- 噂のベロチューおっパブ（12月12日、RADIX）

- 馬乗りで唇奪われディープキス強要され続けながらバキュームフェラでち○ぽ吸い尽くされる その3（2月13日、アロマ企画）
- 教え子から脅迫されいきなり壁ドン じっくりねっとりしつこくキスをされまくる（3月13日、ヒメゴト）
- 【完全主観】モテモテノーパンハイスクール ボクのオチンチンを奪いあうノーパン女子校生たちとのハーレム学園性活 2 奏音かのん 栄川乃亜 宮沢ちはる 一ノ瀬恋（4月10日、BAZOOKA）
- 彼女と放課後中出しSEX（5月15日、BAZOOKA）
- 本番禁止のデリヘルでヌルッと生挿入する悪質客の実態 2（7月23日、グローリークエスト）
- ディープキス手コキ III（8月6日、グローリークエスト）

### 女性向けアダルトDVD
一ノ瀬恋 名義
- Midnight Egoists（2018年12月6日、SILK LABO）
- 楽しくじゃれながらのラブラブエッチ♪（2020年2月5日、SILK LABO、及川大智）

### アダルトVR

#### あゆな虹恋 名義
- 見つめてヴァーチャルフェラ あゆな虹恋（3月17日、WOW!）
- お兄ちゃんと妹の近親相姦ヴァーチャルSEX あゆな虹恋（3月31日、WOW!）
- ハチャメチャOL総務部2課 篠田ゆう あゆな虹恋 あけみみう（4月12日、アロマ企画）

#### 一ノ瀬恋 名義
- 長尺180分 シェアハウスデビューしたらかわいい女子大生に入居初日から囲まれて楽しすぎ! 一ノ瀬恋 あやね遥菜 森はるら 白井ゆずか（1月25日、アロマ企画）
- 【無垢長尺VR!】 純真無垢な制服美少女9人とハーレム学園生活 ウブっ子たちの真っ白なパンティの匂いをリアルに感じる312分 超ド迫力でパンティを楽しむノーモザイクVR 熊野あゆ 牧野れいな 新垣智江 一ノ瀬恋 あおいれな 涼海みさ 白井ゆずか 瀬乃ひなた（10月13日、無垢）
- 長尺VR 満員電車の女性専用車両に乗ってしまった僕。ギュウギュウ詰めの車内で美女たちの顔が目の前数センチ。胸やお尻が僕に当たって興奮MAXでいるとまさかの逆痴漢!（10月31日、TMA）
- VR完全催眠 君を洗脳しお兄ちゃんになって大好きな妹、一ノ瀬恋にいっぱい精液をかけまくる（11月21日、VR総研9課）
- VR発情女子○生 クソ狭い車内でイヤラシイ身体を貪り合い肉食系カーセックスしまくりました 素人女子○生 02 恋（11月21日、VR総研9課）
- 自画撮り大開脚エロポーズ 連続イキ痙攣オナニー ド迫力 5名SP（12月5日、プリモ@VR）

- VR 女子♡生のみせつけ おしりの穴 vol.2（7月24日、VR総研9課）
- VR 女子♡生のくちゃくちゃ つばたらし vol.2（7月24日、VR総研9課）
- VR 女子♡生のぐりぐり がんき（7月24日、VR総研9課）
- VR メチャLOVE 女子○生放課後初デート一ノ瀬恋 恋に恋して完全密着絶対に離さないからね!!（11月20日、VR総研9課）

- 彼女が不在時に会社の後輩と身体を絡ませ合う日曜の午後 れん 25歳（6月4日、KMPVR-bibi-）
- VR 女子♡生のぷるぷる おっぱい vol.3（6月4日、VR総研9課）
- VR 女子♡生のまるみえ パンティー vol.3（6月4日、VR総研9課）
- 唾液垂れ流しVR ～SEX後に余韻に浸りながら快楽を求めオーガズムに達する女性達～（7月19日、KMPVR）
- 黒パンスト顔騎VR（8月27日、KMPVR）
- 女子校生女体観察VR（9月12日、KMPVR）

## 出演

### 映画
- 股間の純真　ポロリとつながる（2017年4月21日、オーピー映画）- 中原ひかる 役（主演）[6]
- 誰にでもイヤラシイ秘密がある（2018年7月27日、オーピー映画）- 「武井典子」役
- 姉妹事件簿　エッチにまる見え（2019年4月26日、オーピー映画）- リカ 役（主演）[7]

### テレビ
- 緊急生放送!感度抜群のAV女優は超能力が使えるのか!?（2018年10月31日、パラダイステレビ）[8]

### 舞台
- ラフドール（2019年7月6日、7日、大塚ドリームシアター）[9]

### インタビュー
- あゆな虹恋インタビュー「2015年は首を絞められながらのセックスをしました♡　実は割りとそういうの好きなんです♡」【前編】(2016年1月10日、デラべっぴんＲ)[10]
- あゆな虹恋インタビュー「おちんちんは太いのが好きです♡　硬さはボンレスハムみたいに弾力があるのが好きです♡」【後編】(2016年1月11日、デラべっぴんＲ)[11]